# Tetrasaccharide

Stachyose

Tetrasaccharide (veraltet Vierfachzucker) sind organisch-chemische Verbindungen aus der Gruppe der Kohlenhydrate. Tetrasaccharide entstehen formal aus vier Monosaccharid-Einheiten (Einfachzucker) durch Wasserabspaltung (drei Äquivalente Wasser). Die Monosaccharid-Einheiten sind im Tetrasaccharid kovalent über drei glycosidische Bindungen miteinander verknüpft. Die Tetrasaccharide zählen zur Gruppe der Oligosaccharide.
Acarbose ist ein Pseudotetrasaccharid, ein Arzneistoff aus der Gruppe der Antimetabolite. Es wird zur Behandlung der Zuckerkrankheit (Diabetes mellitus) eingesetzt.
| Name                                | chemische Verbindung                                          | Funktion/Vorkommen                                   |
| ----------------------------------- | ------------------------------------------------------------- | ---------------------------------------------------- |
| Lychnose (1-α-Galactosyl-raffinose) | O-α-D-Galp-(1→6)-O-α-D-Glup-(1→2)-O-β-D-Fruf-(1→1)-O-α-D-Galp |                                                      |
| Maltotetraose                       | O-α-D-Glcp-(1→4)-O-α-D-Glcp-(1→4)-O-α-D-Glcp-(1→4)-D-Glcp     | in Stärkesirup                                       |
| Nigerotetraose                      | O-α-D-Glcp-(1→3)-O-α-D-Glcp-(1→3)-O-α-D-Glcp-(1→3)-D-Glcp     |                                                      |
| Nystose (β-D-Fructosyl-1-kestose)   | O-α-D-Glcp-(1→2)-β-D-Fruf-(1→2)-β-D-Fruf-(1→2)-β-D-Fruf       |                                                      |
| Sesamose                            | O-α-D-Galp-(1→6)-O-α-D-Galp-(1→6)-O-β-D-Fruf-(2→1)-O-α-D-Glcp |                                                      |
| Stachyose                           | O-α-D-Galp-(1→6)-O-α-D-Galp-(1→6)-O-α-D-Glcp-(1→2)-β-D-Fruf   | in Pflanzen weit verbreitet (Artischocke, Sojabohne) |